# Usinsk
Usinsk (in lingua russa Усинск) è una città della Russia, situata nella Repubblica dei Komi. Usinsk dispone di un aeroporto. La popolazione della città è di 31 200 abitanti secondo i dati del censimento del 2024.